# Acutandra dasilvai
Acutandra dasilvai – gatunek chrząszcza z rodziny kózkowatych i podrodziny pędeli (Parandrinae).
Gatunek ten został opisany w 2012 roku przez Thierry'ego Bouyera, Alaina Drumonta i Antonia Santosa-Silvę, którzy jako miejsce typowe wskazali okolice Terreiro Velho.
Kózka o ciele długości od 19 mm do 28 mm. Ubarwiona rudobrązowo, miejscami czarniawo. Wierzch głowy delikatnie punktowany. Zewnętrza strona żuwaczek u nasady umiarkowanie prosta, nienabrzmiała. Obszar między nadustkiem a przegubami gładki, bez wgłębienia. Czułki o stosunkowo długim członie jedenastym. Pokrywy punktowane grubo i wyraźnie, a żeberka na nich dobrze zaznaczone. Tylne golenie bez ząbków między zębem górnym a środkowym.
Chrząszcz afrotropikalny, endemiczny dla Wyspy Książęcej.